# 장야보
장야보(중국어: 张亚博, 병음: Zhang Yabo, 한자음: 장아박, 1990년 8월 5일 ~ )는 중화인민공화국의 바둑 기사이다. 산시성 출신으로 중국기원 소속의 4단이다.

## 경력
산시성에서 태어났다. 2002년 프로바둑에 입단했다. 2009년 제6회 창기배 예선에서 장처에게는 승리했지만 장웨이제에게 져서 탈락했고 같은 해 제11회 아함동산배 예선에서 정훙과 한한, 리캉를 차례로 물리치고 32강까지 진출했지만 퉈자시에게 패배하여 탈락했다. 2012년 제1회 바이링배 예선에서 추쥔에게 져서 탈락했지만 4단으로 승단했다.
2014년 제2회 바이링배 예선에서 리쉬안하오에게 져서 본선 진출에 실패했고, 2015년 제2회 몽백합배 세계 바둑 오픈전 예선에서 정쉬에게 패배하여 탈락했다. 2016년 제3회 바이링배 예선에서 천쓰위안에게는 승리했지만 안조영에게 져서 본선 진출에 실패했다.